# Viola bhutanica
Viola bhutanica är en violväxtart som beskrevs av Kanesuke Hara. Viola bhutanica ingår i släktet violer, och familjen violväxter. Inga underarter finns listade i Catalogue of Life.